# Santa Fe de Antioquia

Bandeira de Santa Fe de Antioquia.

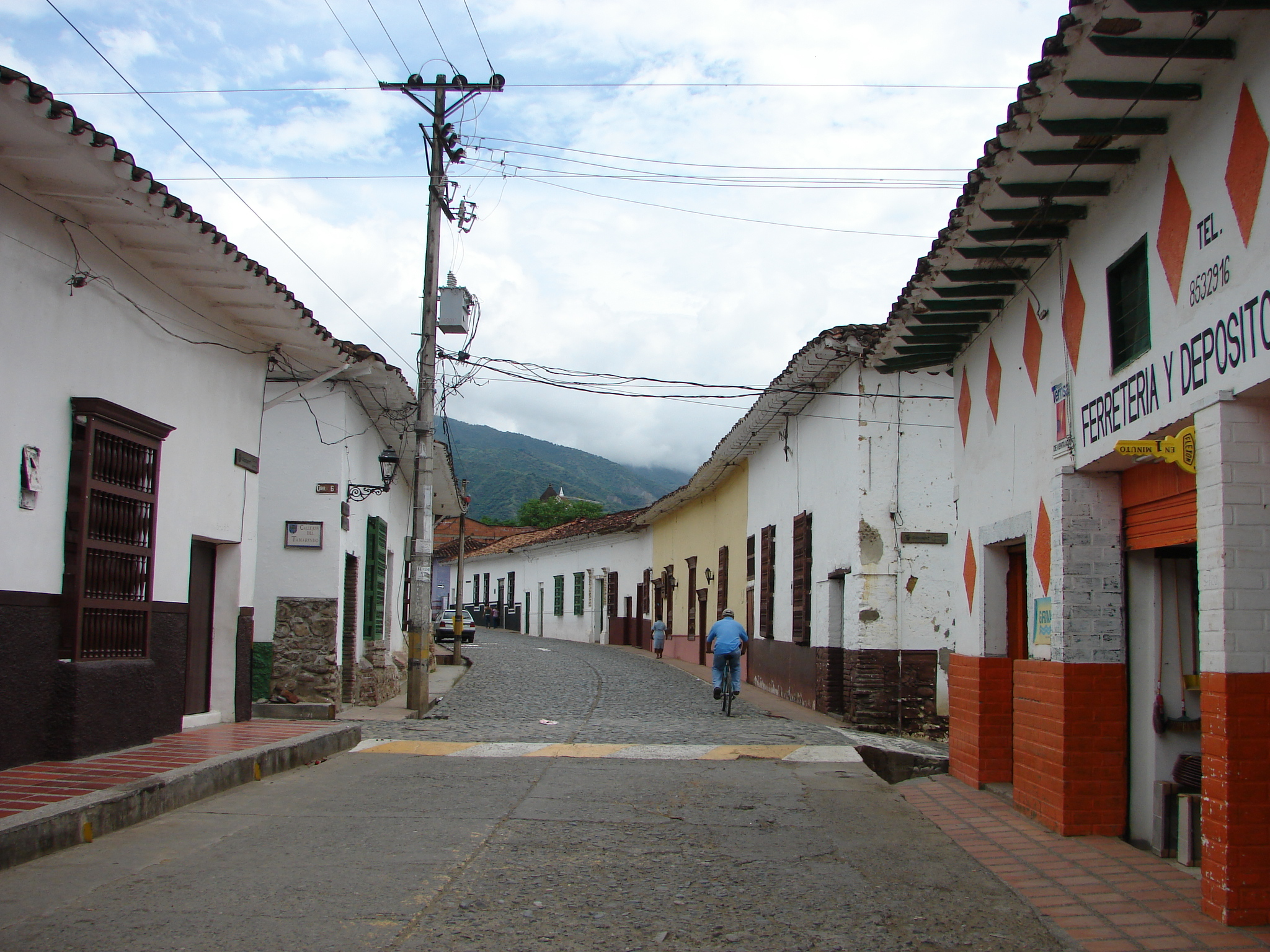
Rua de Santa Fe de Antioquia.

Santa Fe de Antioquia é uma cidade e município da Colômbia, no departamento de Antioquia. Situa-se a 88 quilômetros a nordeste de Medellín, a capital do departamento, e apresenta uma superfície de 493 quilômetros quadrados.